# Vysoká Pec (distrito de Chomutov)
Vysoká Pec é uma comuna checa localizada no distrito de Chomutov, na região de Ústí nad Labem.
O município ocupa uma área de 19,56 quilômetros quadrados, e tem uma população de 858 habitantes (em 28 de agosto de 2006).